# Terminalia porphyrocarpa
Terminalia porphyrocarpa är en tvåhjärtbladig växtart som beskrevs av Ferdinand von Mueller och George Bentham. Terminalia porphyrocarpa ingår i släktet Terminalia och familjen Combretaceae. Inga underarter finns listade i Catalogue of Life.

## Bildgalleri

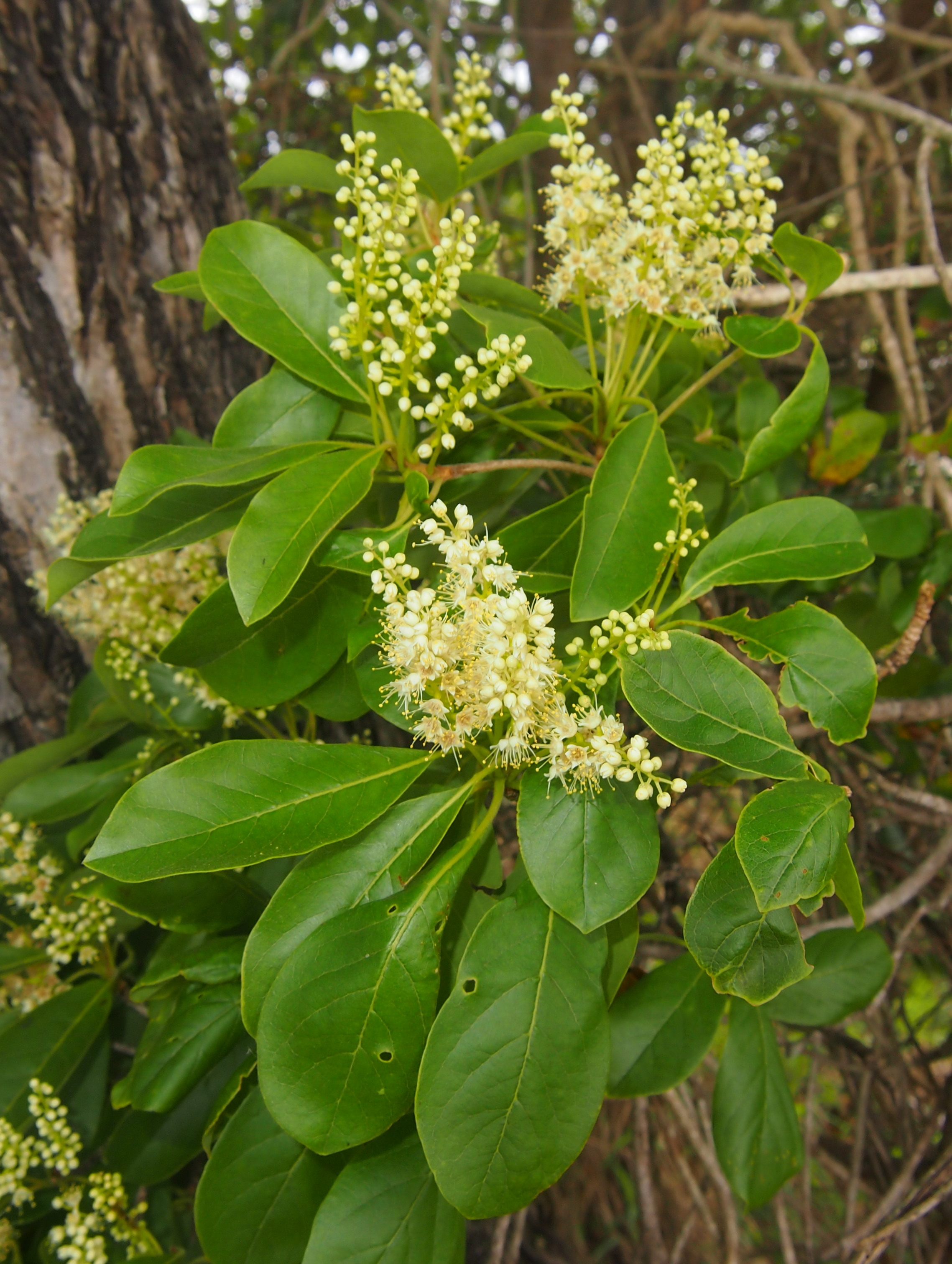
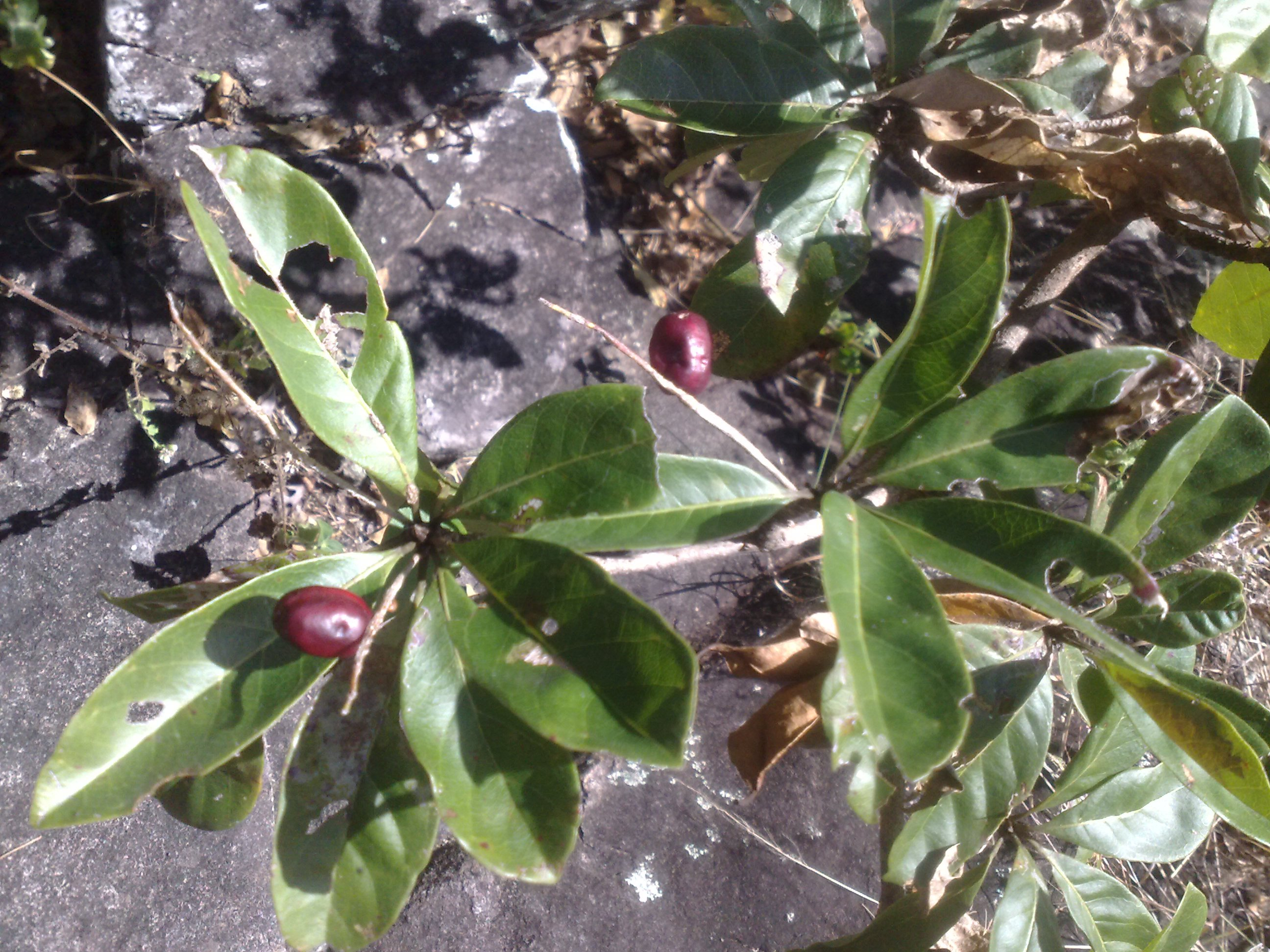